# Ачит (река)
Ачи́т — река в России, протекает в Ачитском и Красноуфимском городских округах Свердловской области. Устье реки находится в 13 км по правому берегу реки Бисерть. Длина реки составляет 20 км.

## Данные водного реестра
По данным государственного водного реестра России относится к Камскому бассейновому округу, водохозяйственный участок реки — Уфа от Нязепетровского гидроузла до Павловского гидроузла, без реки Ай, речной подбассейн реки — Белая. Речной бассейн реки — Кама.
Код объекта в государственном водном реестре — 10010201112111100021329.